# Lucy Hale
Karen Lucille Hale (Memphis, Tennessee, 14 de junio de 1989) es una actriz y cantante estadounidense. A principios de su trayectoria, a veces se le acreditaba como Lucy Kate Hale. Hale fue una de los cinco ganadores del reality show American Juniors, un spin off de American Idol. Es más conocida por su papel como Aria Montgomery en la serie de Freeform Pretty Little Liars, que le valió un People's Choice Award como Actriz favorita de televisión por cable en 2014. Ese mismo año, lanzó su álbum debut de estudio, Road Between.

## Vida personal

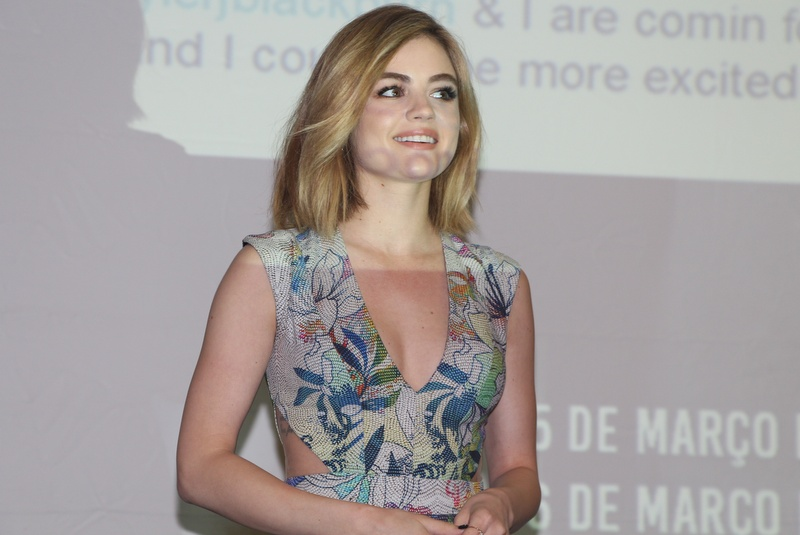
Hale en 2016.

Hale nació en Memphis, Tennessee, hija de Julie Knight y Preston Hale. Fue nombrada por una de sus bisabuelas. Su madre es una enfermera registrada. Tiene una hermana mayor, Maggie, una hermanastra, Kirby y un hermanastro, Wes. Lucy estudió en casa. Muy joven, tomó lecciones de actuación y canto.  En agosto de 2012, reveló que había sufrido de un trastorno alimentario.

## Trayectoria actoral

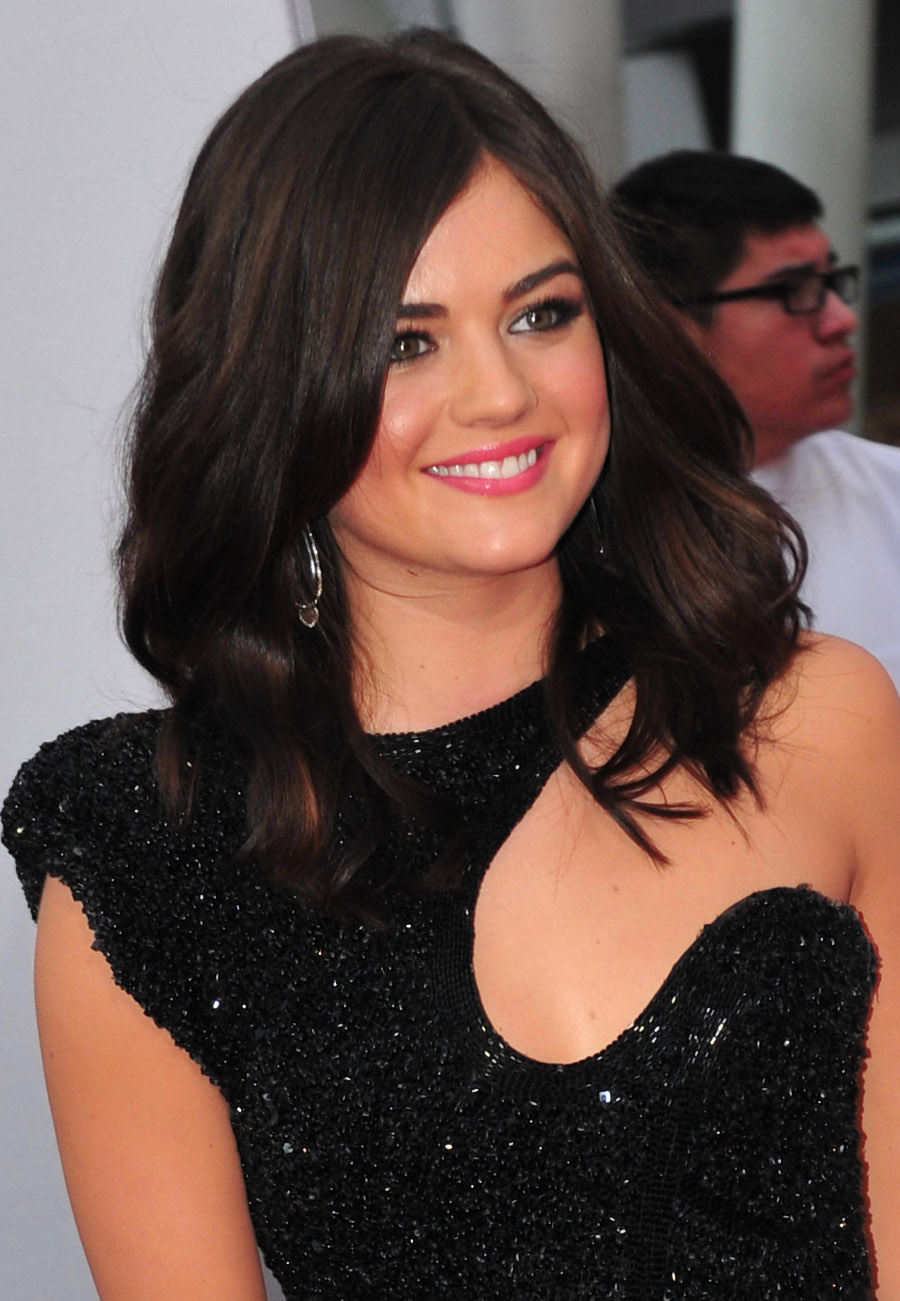
Lucy Hale en la 38.ª edición de los People's Choice Awards en 2012

### Actuación
Se mudó a Los Ángeles a los 15 años con la esperanza de conseguir un contrato discográfico. Poco después, comenzó a audicionar y recibió un papel menor en Drake & Josh y otros papeles de invitada en series tales como Ned's Declassified School Survival Guide, The O.C., y How I Met Your Mother. Apareció en dos episodios de la serie de Disney Channel Wizards of Waverly Place.
Participó en la re-imaginación de NBC de corta duración Bionic Woman como Becca Sommers, hermana menor de Jaime Sommers (interpretado por Michelle Ryan). Debutó en la gran pantalla en The Sisterhood of the Traveling Pants 2 interpretando a Effie, la hermana menor de Lena Kaligaris (interpretado por Alexis Bledel).
Hale coprotagonizó en la serie de The CW Privileged como Rose Baker, con Ashley Newbrough y Joanna García. Apareció en la película para televisión de Lifetime Sorority Wars.
En diciembre de 2009, fue elegida como Aria Montgomery en la serie de televisión Pretty Little Liars, basada en la serie de libros de Sara Shepard. Ganó en 2010 un Teen Choice Award ("Choice Summer TV Star: Female") por su interpretación en el programa.
En enero de 2010, fue invitada en el episodio de CSI: Miami "Show Stopper". En agosto de 2010, fue elegida para un cameo en Scream 4.
Fue elegida como la protagonista en A Cinderella Story: Once Upon a Song. La filmación comenzó en febrero de 2011 y la película fue estrenada en enero de 2012. Fue la presentadora en un episodio de Punk'd donde con éxito cayó en una broma hecha por Ian Harding, Vanessa Hudgens y Josh Hutcherson.
El 11 de junio de 2013, anunció ser la nueva embajadora de la marca de belleza Mark Girl.  El 29 de julio de 2013, se anunció que Hale y Darren Criss serían coanfitriones de los Teen Choice Awards 2013 el 11 de agosto de 2013.
En 2020 se estrenó su nueva serie de televisión Katy Keene y después de una temporada fue oficialmente cancelada.

### Música
Hale describió la música como su "primer amor". Sus primeras influencias musicales fueron Shania Twain y Faith Hill, pero lo que despertó su interés en perseguir la música fue "...Baby One More Time" de Britney Spears También escuchó a Dixie Chicks. Grabó canciones para A Cinderella Story: Once Upon a Song.
En 2003, ella apareció por primera vez en televisión en el reality show American Juniors, un spin-off de American Idol. Además de quedar como una de las diez finalistas (los 10 finalistas lanzaron un álbum llamado "Kids In America", lanzado el 9 de septiembre de 2003, en el que se incluían canciones que habían cantado en American Juniors), terminó formando parte del quinteto vocal formado por los 5 ganadores, con el que lanzaron su álbum debut el 10 de abril de 2004, pero el grupo se disolvió en 2005 después de las ventas mediocres de su álbum debidas a la poca publicidad que recibieron. El 12 de junio de 2012, se anunció que había firmado un contrato de grabación con Hollywood Records. La grabación se fijó para comenzar en 2012 con un sencillo y un álbum country en 2013. Kristian Bush de la banda de country Sugarland dijo: "Suena como Carrie Underwood— fuerte con un lado blues y un lado pop. Y es muy parecido a Faith Hill." Su primer sencillo "You Sound Good to Me" fue lanzado el 7 de enero de 2014, con su álbum debut a seguir más adelante en el año. La canción fue dirigida por Philip Andelman. El 18 de febrero de 2014, se anunció que el álbum sería llamado Road Between, y lanzado el 3 de junio de 2014.

## Filmografía
| Cine       | Cine                                     | Cine                                        | Cine |
| Año        | Título                                   | Papel                                       | Notas |
| ---------- | ---------------------------------------- | ------------------------------------------- | --- |
| 2008       | The Sisterhood of the Traveling Pants 2  | Effie Kaligaris                             | Papel secundario |
| 2009       | Fear Island                              | Megan / Jenna Campbell                      | |
| 2011       | Scream 4                                 | Sherrie Marconi                             | Papel secundario |
| 2011       | A Cinderella Story: Once Upon a Song     | Katie Gibbs                                 | Protagonista |
| 2012       | Secret of the Wings                      | Periwinkle (voz)                            | |
| 2016       | Waiting on Roxie                         | Roxie Hart                                  | Cortometraje; también productora |
| 2018       | Verdad o reto                            | Olivia Barron                               | Protagonista |
| 2018       | Dude                                     | Lily                                        | Protagonista |
| 2018       | The Unicorn                              | Jesse                                       | |
| 2019       | Trouble                                  | Zoe Bell                                    | Voz |
| 2020       | Fantasy Island                           | Melanie Cole                                | Protagonista |
| 2020       | A Nice Girl Like You                     | Lucy Neal                                   | |
| 2020       | Son of the South                         | Carol Anne                                  | |
| 2021       | Cariño, cuánto te odio                   | Lucy Hutton                                 | Protagonista y productora. |
| 2022       | Borrego                                  | Elly                                        | También productora |
| 2022       | Big Gold Brick                           | Lily                                        | |
| 2022       | The Storied Life of A. J. FIkry          | Amelia                                      | También productora |
| 2023       | Puppy love                               | Nicole                                      | |
| 2023       | Inside man                               | Gina                                        | |
| 2024       | Which Brings Me To You                   | Jane                                        | |
| Televisión |                                          |                                             | |
| Año        | Título                                   | Papel                                       | Notas |
| 2003       | American Juniors                         | Ella misma/concursante                      | |
| 2005       | Ned's Declassified School Survival Guide | Amy Cassidy                                 | Episodio: «Upperclassmen & Gross Biology Dissection»                                                                                                |
| 2006       | Drake & Josh                             | Rosa                                        | Episodio: «Theater Thug» |
| 2006       | The O.C.                                 | Hadley Hawthorne                            | Episodio: «The Man of the Year» |
| 2007–2014  | How I Met Your Mother                    | Katie Scherbatsky                           | 2 episodios |
| 2007       | Bionic Woman                             | Becca Sommers                               | Elenco principal (8 episodios) |
| 2007–08    | Wizards of Waverly Place                 | Miranda Hampson                             | 2 episodios |
| 2008–09    | Privileged                               | Rose Baker                                  | Elenco principal (18 episodios) |
| 2009       | Ruby & the Rockits                       | Kristen                                     | Episodio: «Smells Like Teen Drama» |
| 2009       | Sorority Wars                            | Katie Parker                                | Película para televisión |
| 2009       | Private Practice                         | Danielle Palmer                             | Episodio: «Pushing the Limits» |
| 2010       | CSI: Miami                               | Phoebe «Phoenicks» Nichols / Vanessa Patton | Episodio: «Show Stopper» |
| 2010–17    | Pretty Little Liars                      | Aria Montgomery                             | Protagonista, 160 episodios |
| 2012       | Punk'd                                   | Ella misma                                  | Episodio: «Lucy Hale» |
| 2014       | Baby Daddy                               | Piper Stockdale                             | Episodio: «Bonnie's Unreal Estate» |
| 2016       | Dick Clark's New Year's Rockin' Eve      | Ella misma, coanfitriona                    | Especial de TV |
| 2019       | Ryan Hansen Solves Crimes on Television  | Det. Lake                                   | Episodio: «The Ry Chromosome» |
| 2018       | Life Sentence                            | Stella Abbott                               | Protagonista, 13 episodios |
| 2018       | Hollywood Medium with Tyler Henry        | Ella misma                                  | Episodio: «April 4, 2018» |
| 2020—2021  | Riverdale                                | Katy Keene                                  | Estrella invitada, episodio: «Chapter Sixty-Nine: Men of Honor» (temporada 4) Rol de voz, episodio: «Chapter Eighty-Four: Lock & Key» (temporada 5) |
| 2020       | Katy Keene                               | Katy Keene                                  | Protagonista, 13 episodios |
| 2021       | Ragdoll                                  | DC Lake Edmonds                             | Protagonista |

## Discografía

### Álbumes de estudio
| Título       | Detalles                                                                                         | Posicionamientos | Posicionamientos | Posicionamientos | Posicionamientos | Ventas        |
| Título       | Detalles                                                                                         | US Country       | US               | CAN              | AUS              | Ventas        |
| ------------ | ------------------------------------------------------------------------------------------------ | ---------------- | ---------------- | ---------------- | ---------------- | ------------- |
| Road Between | - Lanzamiento: 3 de junio de 2014 - Formatos: CD, descarga digital - Discográfica: DMG Nashville | 4                | 14               | 13               | 57               | - US: 44,000+ |

### Sencillos
| Título                 | Año  | Posicionamientos | Posicionamientos   | Posicionamientos | Posicionamientos | Álbum        |
| Título                 | Año  | US Hot Country   | US Country Airplay | US               | CAN              | Álbum        |
| ---------------------- | ---- | ---------------- | ------------------ | ---------------- | ---------------- | ------------ |
| "You Sound Good to Me" | 2014 | 21               | 47                 | 88               | 57               | Road Between |
| "Lie a Little Better"  | 2014 | —                | 54                 | —                | —                | Road Between |

### Vídeos musicales
| Año  | Vídeo                  | Director      |
| ---- | ---------------------- | ------------- |
| 2014 | "You Sound Good to Me" | Phil Andelman |
| 2014 | "Lie a Little Better"  | Phil Andelman |

### Aparición en bandas sonoras
| Año  | Canción                      | Álbum                                | Notas                                                  | Ref.   |
| ---- | ---------------------------- | ------------------------------------ | ------------------------------------------------------ | ------ |
| 2003 | "I'm Gonna Make You Love Me" | Kids in America                      |                                                        |        |
| 2003 | "One Step Closer"            | Kids in America                      | Como parte de American Juniors Finalistas en el Top 10 |        |
| 2003 | "Kids in America"            | Kids in America                      | Como parte de American Juniors Finalistas en el Top 10 |        |
| 2011 | "Run This Town"              | A Cinderella Story: Once Upon a Song |                                                        | [ 46 ] |
| 2011 | "Make You Believe"           | A Cinderella Story: Once Upon a Song |                                                        | [ 46 ] |
| 2011 | "Bless Myself"               | A Cinderella Story: Once Upon a Song |                                                        | [ 46 ] |
| 2011 | "Extra Ordinary"             | A Cinderella Story: Once Upon a Song |                                                        | [ 46 ] |

### Videos musicales
| Año  | Título                 | Director        |
| ---- | ---------------------- | --------------- |
| 2014 | "You Sound Good to Me" | Philip Andelman |
| 2014 | "Lie a Little Better"  | Philip Andelman |

### Apariciones como invitada
| Año  | Título                      | Artista(s)     | Director(s)   |
| ---- | --------------------------- | -------------- | ------------- |
| 2011 | "Lose Control (Take a Sip)" | Chase Jordan   | Jeff Moriarty |
| 2012 | "Come Back Down to Earth"   | Jackson Harris | Jordan Bloch  |
| 2016 | "She Burns"                 | Foy Vance      | Gus Black     |

## Premios y nominaciones
| Año  | Premio                 | Categoría                                     | Trabajo             | Resultado | Refs   |
| ---- | ---------------------- | --------------------------------------------- | ------------------- | --------- | ------ |
| 2010 | Teen Choice Awards     | Estrella de Televisión del Verano: Mujer      | Pretty Little Liars | Ganadora  |        |
| 2011 | Teen Choice Awards     | Estrella de Televisión del Verano: Mujer      | Pretty Little Liars | Ganadora  |        |
| 2012 | Teen Choice Awards     | Actriz: Drama                                 | Pretty Little Liars | Ganadora  |        |
| 2013 | Gracie Allen Awards    | Mejor Interpretación de una Actriz en Ascenso | Pretty Little Liars | Ganadora  |        |
| 2013 | Teen Choice Awards     | Estrella de Televisión del Verano: Mujer      | Pretty Little Liars | Ganadora  |        |
| 2014 | People's Choice Awards | Actriz Favorita de TV por cable               | Pretty Little Liars | Ganadora  |        |
| 2014 | Teen Choice Awards     | Actriz: Drama                                 | Pretty Little Liars | Ganadora  |        |
| 2015 | Teen Choice Awards     | Actriz: Drama                                 | Pretty Little Liars | Ganadora  |        |
| 2015 | People's Choice Awards | Actriz Favorita de TV por cable               | Pretty Little Liars | Nominada  |        |
| 2015 | People's Choice Awards | Artista favorita femenina de EE. UU.          | Ella misma          | Nominada  |        |
| 2016 | Teen Choice Awards     | Estrella de Televisión del Verano: Mujer      | Pretty Little Liars | Nominada  |        |
| 2016 | People's Choice Awards | Actriz Favorita de TV por cable               | Pretty Little Liars | Nominada  |        |
| 2017 | People's Choice Awards | Actriz Favorita de TV por cable               | Pretty Little Liars | Nominada  |        |
| 2017 | Teen Choice Awards     | Choice TV Actress: Drama                      | Pretty Little Liars | Ganadora  | [ 51 ] |